# بيتر باري
بيتر باري (بالأيرلندية: Peadar de Barra ) (و. 1928 – 2016 م) هو سياسي، ودبلوماسي من جمهورية أيرلندا، والدولة الأيرلندية الحرة، ولد في كورك، كان عضوًا في فاين جايل، توفي عن عمر يناهز 88 عاماً.

## مناصب
تولى منصب نائب دييل (14 ديسمبر 1992–15 مايو 1997)
- نائب دييل (29 يونيو 1989–5 نوفمبر 1992)[4]
- نائب دييل (10 مارس 1987–25 مايو 1989)[4]
- تانيست (20 يناير 1987–10 مارس 1987)
- نائب دييل (14 ديسمبر 1982–20 يناير 1987)[4]
- وزير الخارجية والتجارة  [لغات أخرى]‏ (14 ديسمبر 1982–10 مارس 1987)
- نائب دييل (9 مارس 1982–4 نوفمبر 1982)[4]
- نائب دييل (30 يونيو 1981–27 يناير 1982)[4]
- Minister for Housing, Local Government and Heritage [الإنجليزية]‏ (30 يونيو 1981–9 مارس 1982)
- نائب دييل (5 يوليو 1977–21 مايو 1981)[4]
- وزير التربية والمهارات [الإنجليزية]‏ (2 ديسمبر 1976–25 مايو 1977)
- نائب دييل (14 مارس 1973–25 مايو 1977)[4]
- وزير النقل والسياحة والرياضة [الإنجليزية]‏ (14 مارس 1973–2 ديسمبر 1976)
- نائب دييل (2 يوليو 1969–5 فبراير 1973).[4]

## التعليم
تعلم في Skerry's College ‏، وكلية كورك الجامعية.

## روابط خارجية
- بيتر باري على موقع مونزينجر (الألمانية)